# Keystone B-4
Keystone B-4 là một loại máy bay ném bom hai tầng cánh sản xuất cho Quân đoàn Không quân Lục quân Hoa Kỳ.

## Biến thể
LB-13
Y1B-4
B-4A

## Quốc gia sử dụng
United States
- Quân đoàn Không quân Lục quân Hoa Kỳ

## Tính năng kỹ chiến thuật (B-4A)

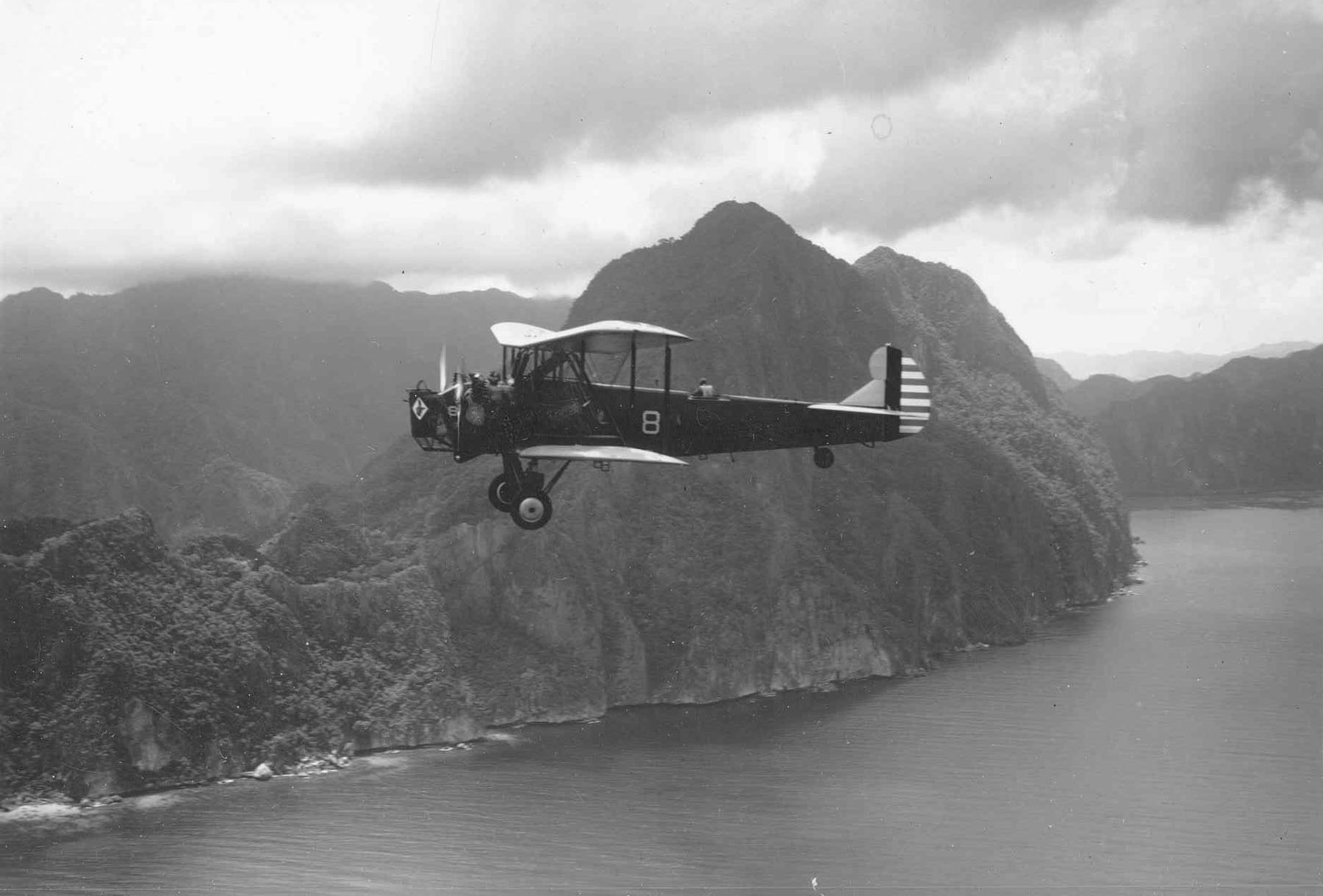
Keystone B-4A tại Philippines

Đặc điểm tổng quát
- Kíp lái: 5
- Chiều dài: 48 ft 10 in (14,9 m)
- Sải cánh: 74 ft 8 in (22,8 m)
- Chiều cao: 15 ft 9 in (4,8 m)
- Diện tích cánh: 1.145 ft² (106,4 m²)
- Trọng lượng rỗng: 7.951 lb (3.607 kg)
- Trọng lượng có tải: 12.952 lb (5.875 kg)
- Động cơ: 2 × Pratt & Whitney R-1860-7, 575 hp (429 kW)  mỗi chiếc

 Hiệu suất bay 
- Vận tốc cực đại: 130 mph (110 kn, 210 km/h)
- Vận tốc hành trình: 103 mph (90 kn, 167 km/h)
- Tầm bay: 850 mi (760 hải lý, 1.400 km)
- Trần bay: 14.000 ft (4.300 m)
- Vận tốc lên cao: 580 ft/phút (30 m/s)
- Tải trên cánh: 11,31 lb/ft² (55,22 kg/m²)
- Công suất/trọng lượng: 0,0888 hp/lb (146 W/kg)

Trang bị vũ khí

- Súng: 3 × súng máy Browning.30 in (7,62 mm)
- Bom: 2.500 lb (1.100 kg); 4.000 lb (1.800 kg)